# セイヨウスイレン
セイヨウスイレン（学名: Nymphaea alba）は、スイレン科スイレン属に属する多年生の水草の1種である。1753年にリンネによって記載された種であり、スイレン属のタイプ種である。水底に根を張った地下茎から長い葉柄を伸ばし、水面に円形の葉を浮かべる (図1)。花期は6月から8月、長い花柄の先についた1個の花が水面上で咲く (図1)。花の大きさは直径10–20センチメートル (cm)、萼片が4枚、多数の白い花弁と黄色い雄しべがらせん状についている。ヨーロッパから中東まで主にユーラシア西部に自生するが、世界各地で帰化している。種小名の alba はラテン語で「白」を意味し、花の色を示している。

## 特徴
セイヨウスイレンは夏緑性多年生の浮葉植物（水底に根を張り、葉を水面に浮かべる植物）である。地下茎は横走し（匍匐茎はない）、まばらに分枝し、根と葉柄を生じる（図2a）。地下茎の断片化による栄養繁殖を行う。浮水葉の葉柄は長く、円柱形、無毛、葉身が水面に浮かぶ（図2）。浮水葉の葉身はほぼ円形から楕円形、長さ (6–)12–30 cm、革質で光沢があり、表面・裏面ともに無毛、葉脈は9–15対、葉縁は全縁、基部は深く切れ込み、切れ込み幅は 2–7.5 cm（図2b, c）。
花期は6–8月、地下茎から長い花柄が伸び、水面上に直径 (5–)10–20 cm の白色の花が単生する（図1, 2a, 3b）。1つの花は4–7日間咲き、夜間や雨天時には閉じる。開花初日にはわずかに甘い香りがある。萼片は4枚、花托に輪状につき、披針形、長さ 3–5(–8) cm、外側 (背軸側) は緑色または赤みを帯び、開花後に消失して果時には残らない（図3a）。花弁は(12–)20–25(–33)枚、長さ 3–5.5(–9) cm、ふつう白色だがまれピンク色を帯び、らせん状につく（図3b）。雄蕊 (雄しべ) は多数、らせん状につき、外側の雄しべの花糸は白く花弁状で扁平、内側の雄しべの花糸は細く黄色、最内側の雄しべの花糸は葯より細く、葯は黄色（図3b）。葯隔は突出しない。花の中央では多数の心皮が輪生し、合着して1個の雌蕊 (雌しべ) となり、柱頭盤には(8–)14–20(–25)条の柱頭が放射状に配列している。柱頭盤の外側の偽柱頭は細い三角形。受粉した花は花柄の収縮によって水面下に引き込まれ、果実は水中で熟し、球形から半球形、長さ 2.5–3 cm（図3c）。果実は最終的には不規則に裂開し、粘液質の仮種皮で包まれた種子（平均500個程度）を放出する。種子は楕円形、2–3(–5)ミリメートル (mm)、平滑で無毛、しばらく水面を浮遊して散布される。染色体数は 2n = 56, 84, 112。

## 分布・生態

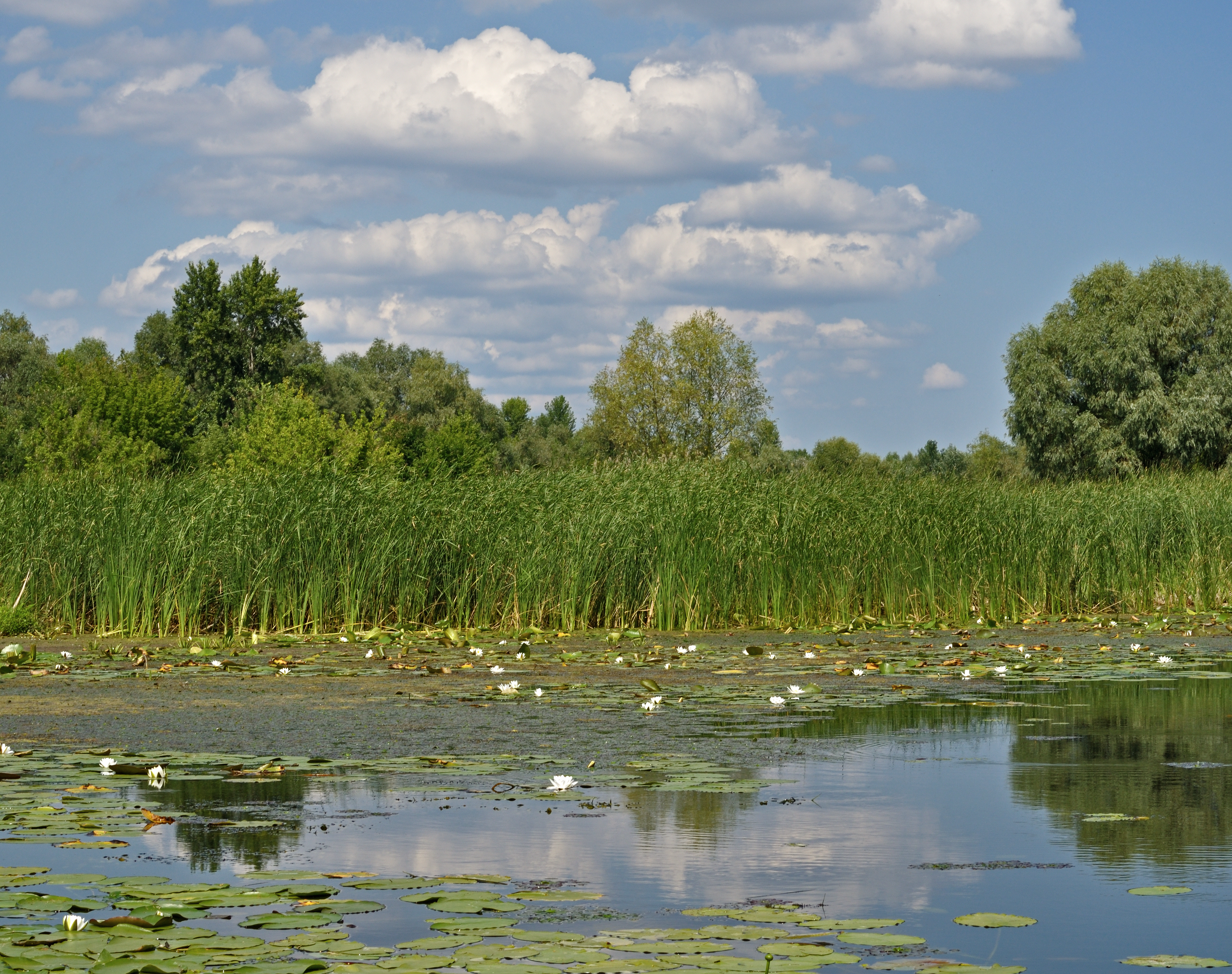
4a. ドニエプル川のセイヨウスイレン（ウクライナ、2009年7月）

北アフリカ（モロッコからチュニジア）、ヨーロッパ（スペインから北欧、東欧、ロシア西部）、コーカサス、トルコ、中東、および隔離的にヒマラヤに自生する。シチリア島やサルディーニャ島では、絶滅したとされる。また、チリ、アゾレス諸島、バングラデシュ、ミャンマー、中国、ニュージーランドなどで帰化している。
池沼、湖、運河、流れの緩やかな川などに生育する（図4a）。さまざまな水質の場所で見られ、薄い汽水にも耐性がある。ふつう水深が比較的浅い場所に生育するが、水深 5 m の場所からの記録もある。セイヨウコウホネが同所的に存在する場合では、セイヨウコウホネよりも浅所に生育する。また、セイヨウコウホネに比べて水底の撹乱や富栄養に弱いが、酸性水質には強い。基質は深い泥質からシルト質を好む。まれに、湿地において葉縁が巻き込んで直立した葉を叢生した陸生形が生じることがある。

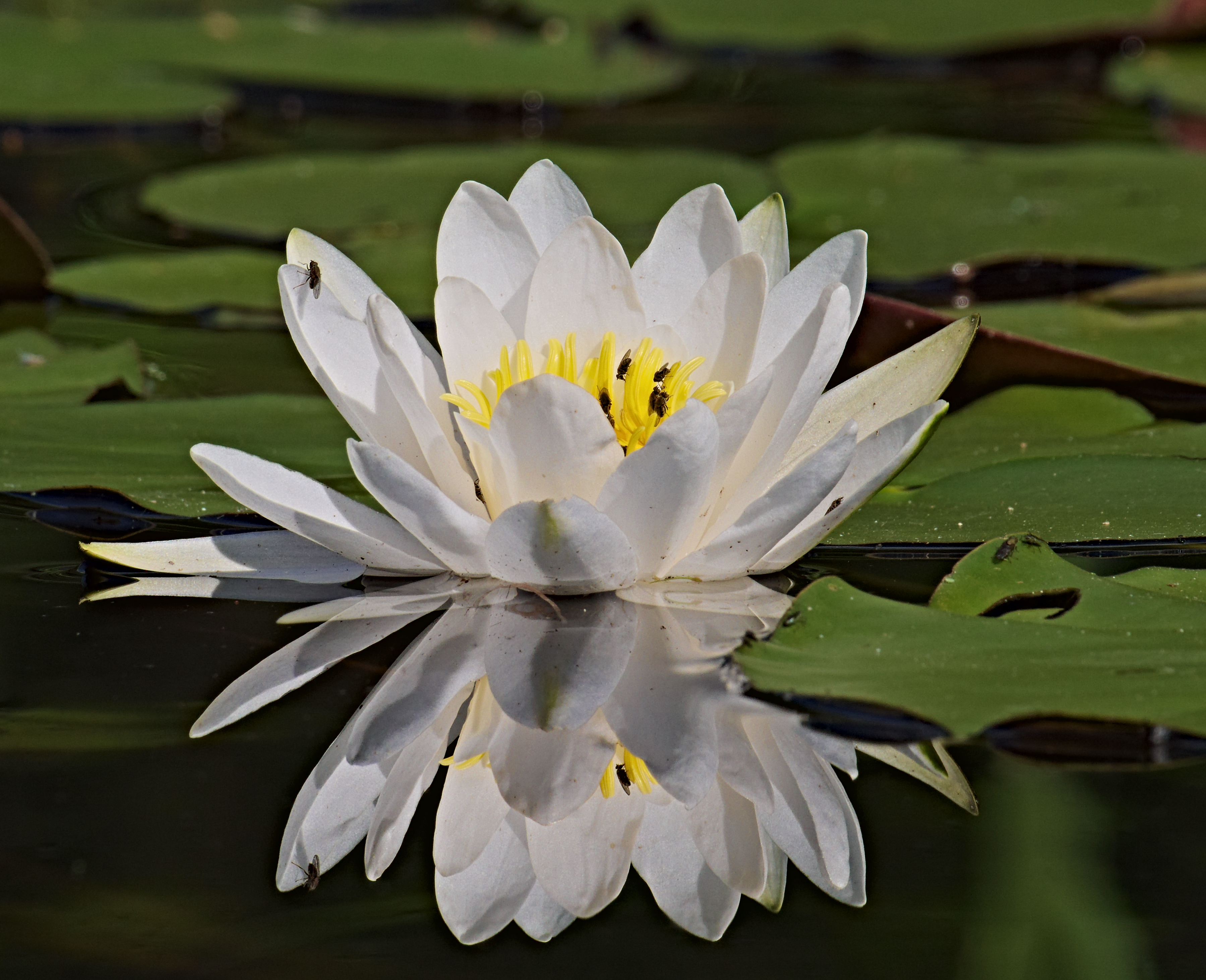
4b. ハエ目昆虫が訪花したセイヨウスイレンの花（ドイツ）

ハエ目、ハチ目、甲虫目、チョウ目の昆虫が訪花するが（図4b）、ドイツ中部での調査では、ミギワバエ類が最も効果的な送紛者であったことが報告されている。ミギワバエ類は、セイヨウスイレンの花粉や柱頭盤からの分泌液（糖分2.8–3.8%）を利用する。セイヨウスイレンは雌性先熟であるが、自家和合性がある。
種子は水面を浮遊して散布されるが、水鳥や魚によって食べられることがある。種皮が脆弱であるため、これによって動物被食散布されることはないと考えられている。ただし、種子が水鳥などに付着して散布される可能性はある。種子は最大3年間休眠することができる。

## 人間との関わり
地下茎や種子を食用とすることがある。地下茎は鎮痛、強心、鎮静などに用いられ、外用薬とされることもあり、また花や葉が生薬に利用されることもある。ただし、本種は有毒なアルカロイドである nupharine や nymphaeine を含むため、注意が必要とされる。また、地下茎は羊毛などの染色に用いられたこともある。
しばしば、観賞用に栽培される。またセイヨウスイレンを元に、さまざまな温帯スイレン（耐寒性があるスイレン）の栽培品種が作出されている。

## 分類
セイヨウスイレンは、ふつう2つの亜種に分けられている（表1）。Nymphaea alba subsp. occidentalis は西北部（フランス、ベルギー、イギリス、北欧）に分布しており、花が小さい。ただし、この差は連続的であり、また花がより大きな基亜種が広範囲で栽培され帰化しているため、両亜種の違いは明瞭ではなくなっている。
| 表1. セイヨウスイレンの種内分類 - セイヨウスイレン Nymphaea alba L. (1753) - Nymphaea alba subsp. alba - Nymphaea alba subsp. occidentalis (Ostenf.) Hyl. (1945) |

また、分布が重なりながら北東側に偏っている Nymphaea candida C.Presl (1822) はセイヨウスイレンに似ており、その亜種（Nymphaea alba subsp. candida (C.Presl) Korsh. (1892)）とされることもある。地下茎が無分枝であること、萼の付け根は四角形、柱頭盤の柱頭条が(5–)6–14(–20)本である点でセイヨウスイレンと区別できる。

## ギャラリー

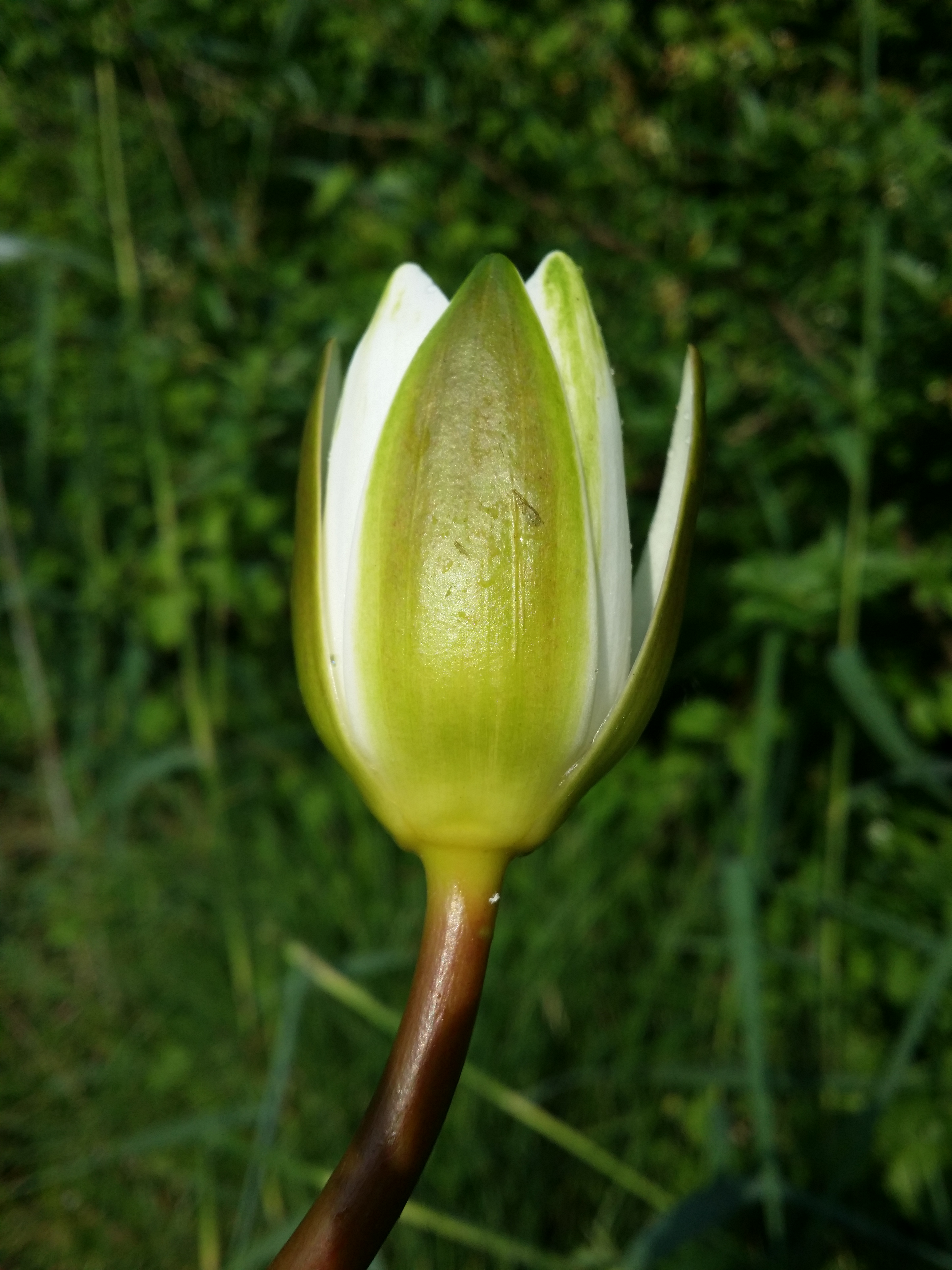
つぼみ
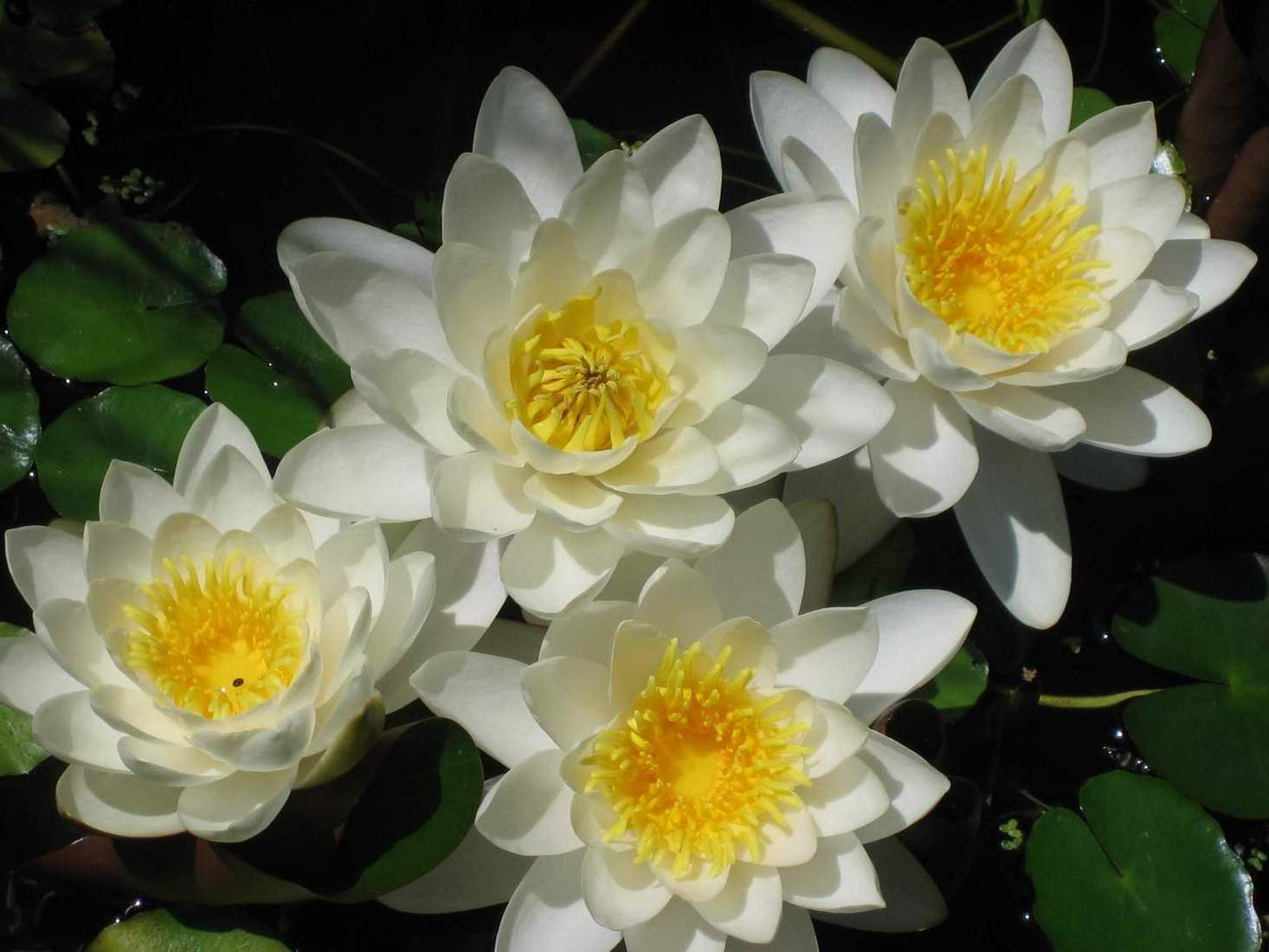
花
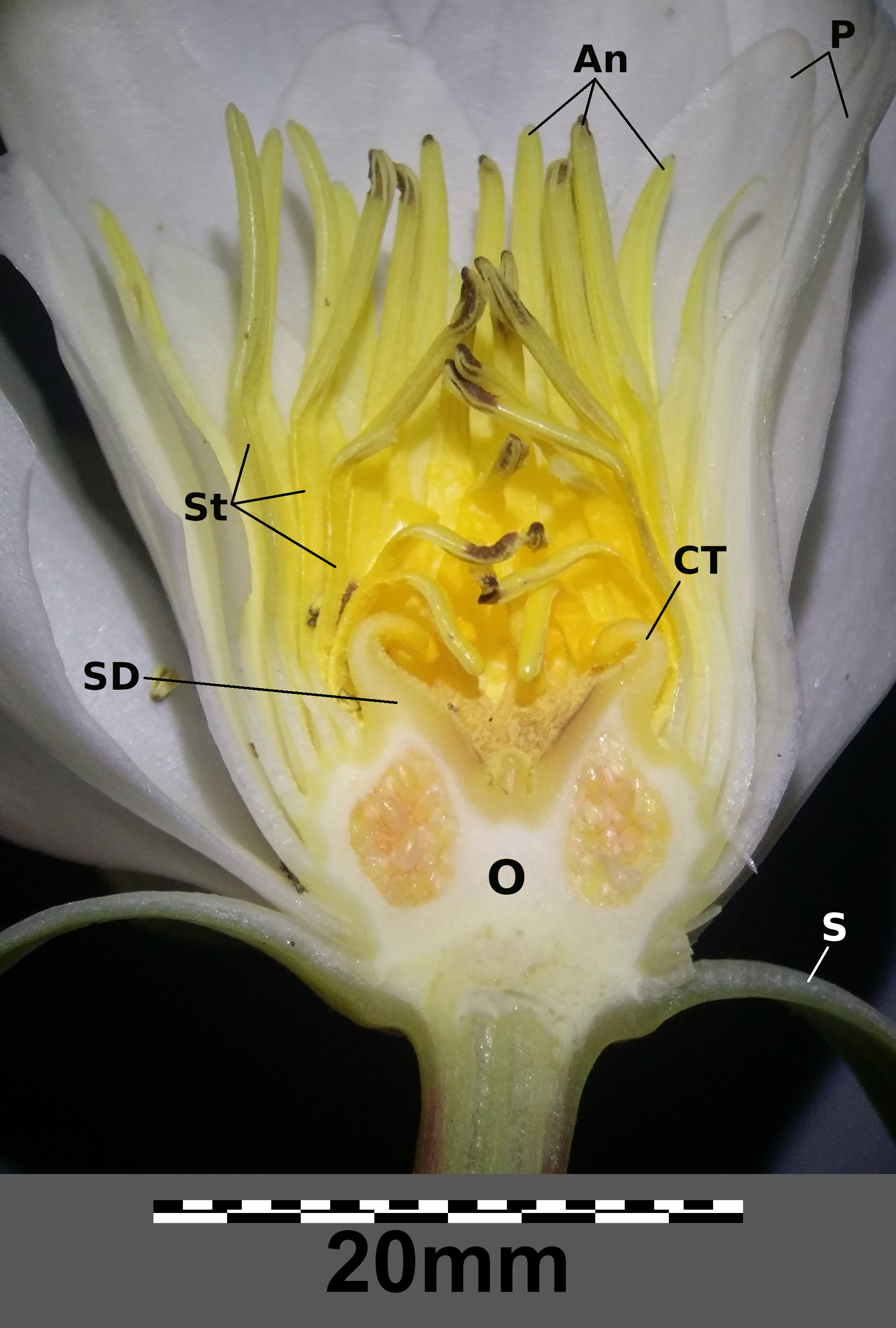
花の縦断面[注 2]
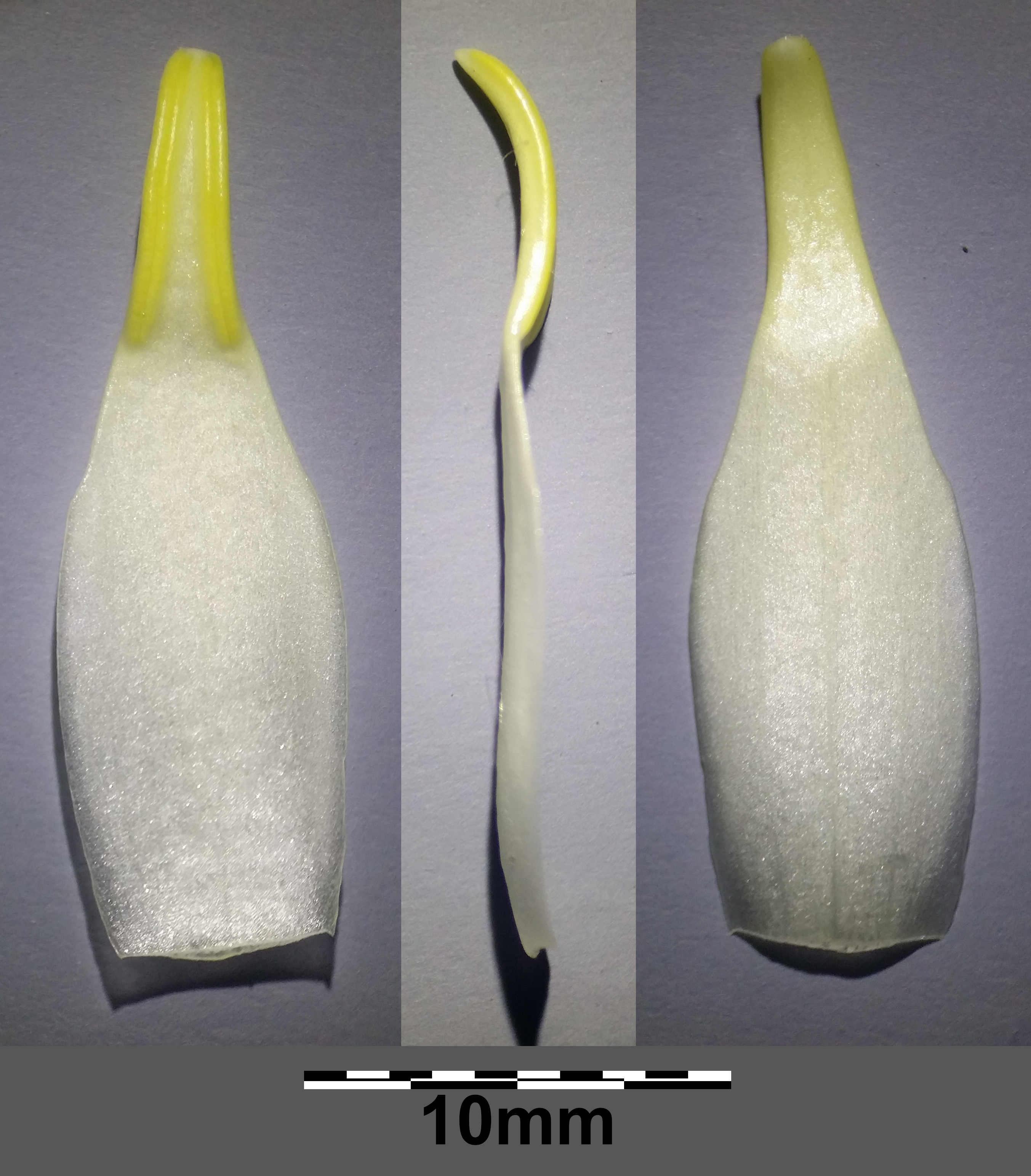
花弁状の雄しべ
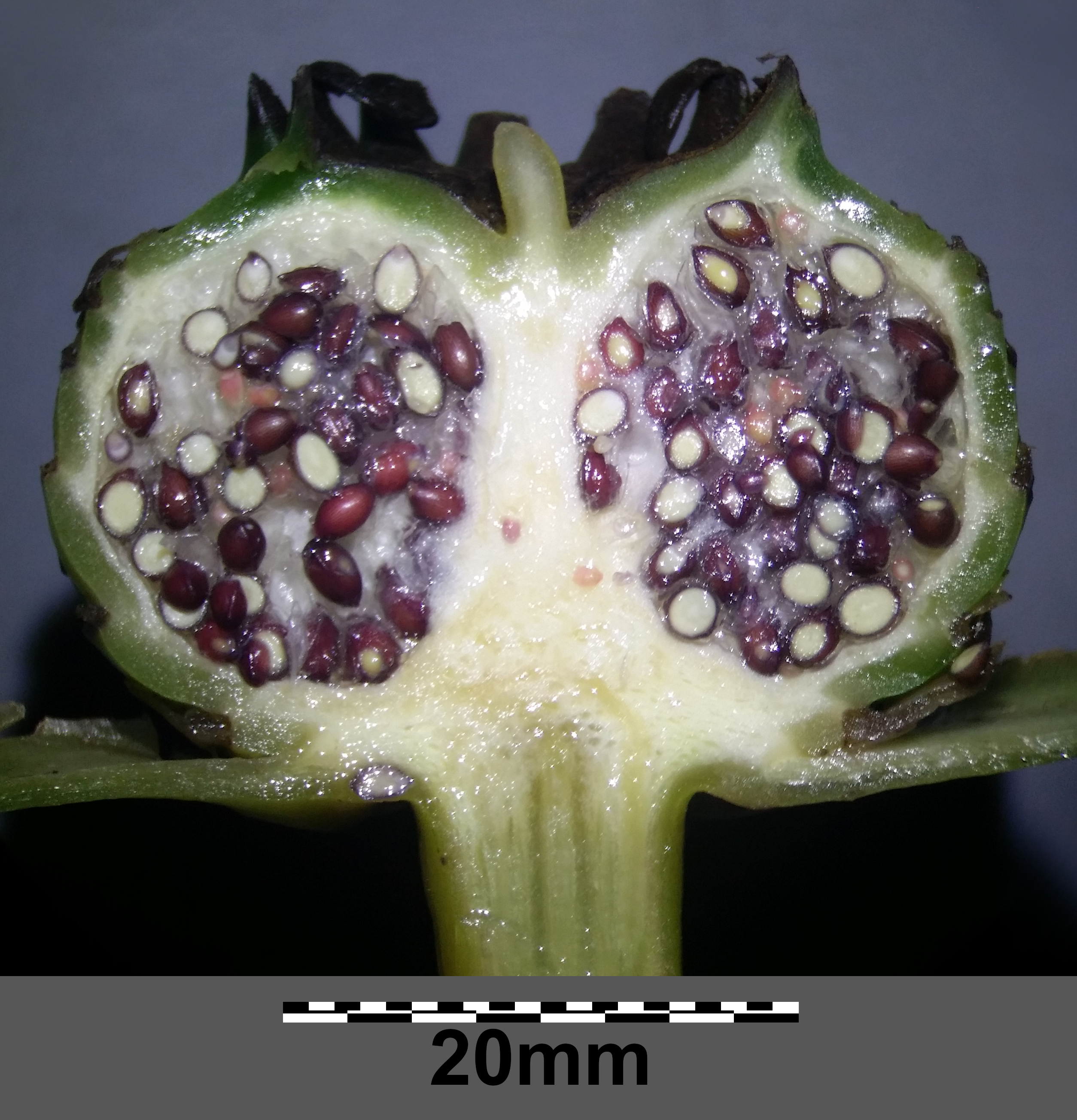
果実の縦断面
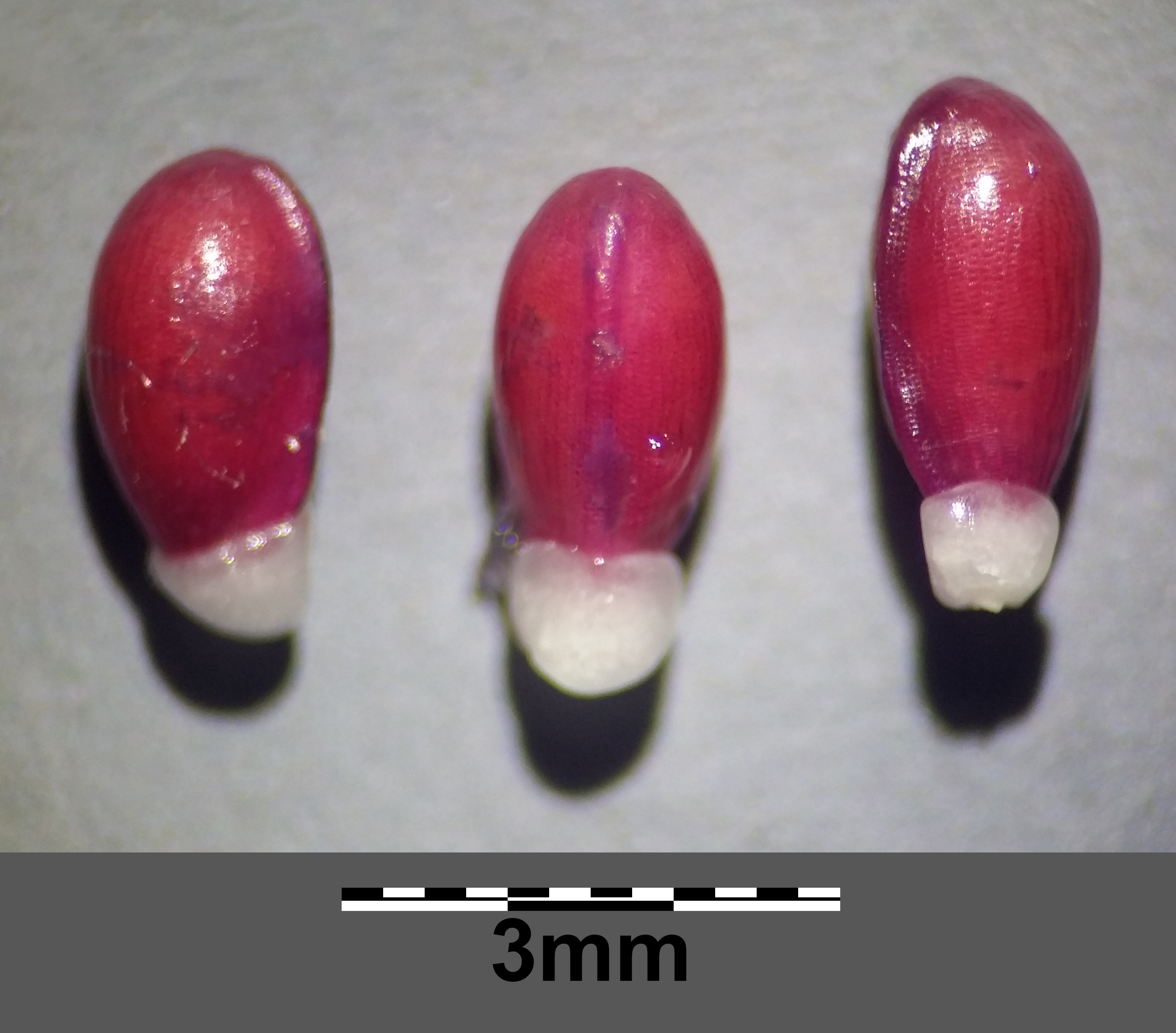
種子
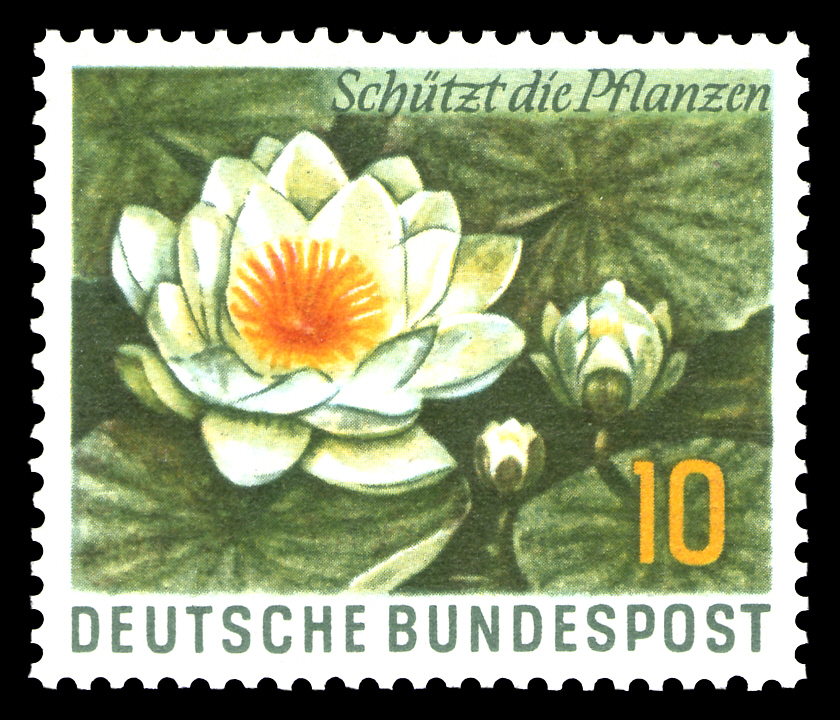
切手（西ドイツ）